# Dourou
Dourou is een gemeente (commune) in de regio Mopti in Mali. De gemeente telt 19.500 inwoners (2009).